# Орпо, Петтери
А́нтти Пе́ттери О́рпо (фин. Antti Petteri Orpo; род. 3 ноября 1969, Кёюлиё, Финляндия) — финский политический и государственный деятель. Председатель партии «Национальная коалиция» с июня 2016 года. Премьер-министр Финляндии с 20 июня 2023 года. Депутат парламента Финляндии от избирательного округа Варсинайс-Суоми с 2007 года. В прошлом — спикер эдускунты (парламента Финляндии) (2023), министр финансов (2016—2019), министр внутренних дел (2015—2016), министр сельского и лесного хозяйства (2014—2015).

## Биография
Родился 3 ноября 1969 года в Кёюлиё.
Окончил среднюю школу в Сякюля. С 1990 года обучался в университете Турку, где в 2002 году защитил диссертацию на степень магистра политологии, специализируясь в области экономики.
Во время учёбы в университете возглавлял студенческий союз университета, а затем студенческий союз Финляндии.
В 1998—2001 годах — генеральный секретарь отделения партии «Национальная коалиция» в провинции Варсинайс-Суоми. В 2002—2003 годах работал помощником министра внутренних дел Финляндии Вилле Итяля. В 2003—2005 годах был заместителем председателя партии Вилле Итяля, а затем Юрки Катайнена.
В 1997—2000 и с 2005 года — депутат городского совета Турку, в 1998—1999 годах — заместитель председателя. В 2005—2007 годах работал в Центре образования для взрослых в Турку.
С 24 июня 2014 по 29 мая 2015 года был министром сельского и лесного хозяйства Финляндии в кабинете Александра Стубба.
29 мая 2015 года назначен министром внутренних дел Финляндии в кабинете Юхи Сипиля.
В мае 2016 года заявил о намерении баллотироваться на пост председателя партии «Национальная коалиция». 11 июня 2016 года на партийном съезде получил 4414 голосов (Александр Стубб — 361 голос) и избран председателем (лидером) партии, заявив, что в новой ситуации претендует на пост министра финансов в правительстве Сипиля. 22 июня 2016 года вступил в должность министра финансов. Исполнял обязанности до роспуска правительства 6 июня 2019 года.
9 июня 2018 года на партийном съезде в Турку был переизбран на пост руководителя «Национальной коалиции».
После победы «Национальной коалиции» на парламентских выборах 2023 года избран 12 апреля на временной основе до формирования нового правительства спикером эдускунты.
20 июня 2023 года назначен премьер-министром Финляндии. Петтери Орпо возглавил коалиционное правительство четырёх партий («Национальная коалиция», «Истинные финны», Шведская народная партия, «Христианские демократы»).
15 июня 2024 года на партийном собрании в Тампере переизбран на безальтернативных выборах лидером «Национальной коалиции» на двухлетний срок.